# Waldo Saavedra
Waldo Antonio Saavedra González, nacido en La Habana, 26 de julio de 1961, es un artista plástico de origen cubano-mexicano, especializado en diversas técnicas de pintura: murales, óleo, acuarela, collage, arte figurativo, hiperrealismo, arte abstracto. 
Es autor de La Maja, obra inspirada en Letizia Ortiz.

## Primeros años y carrera

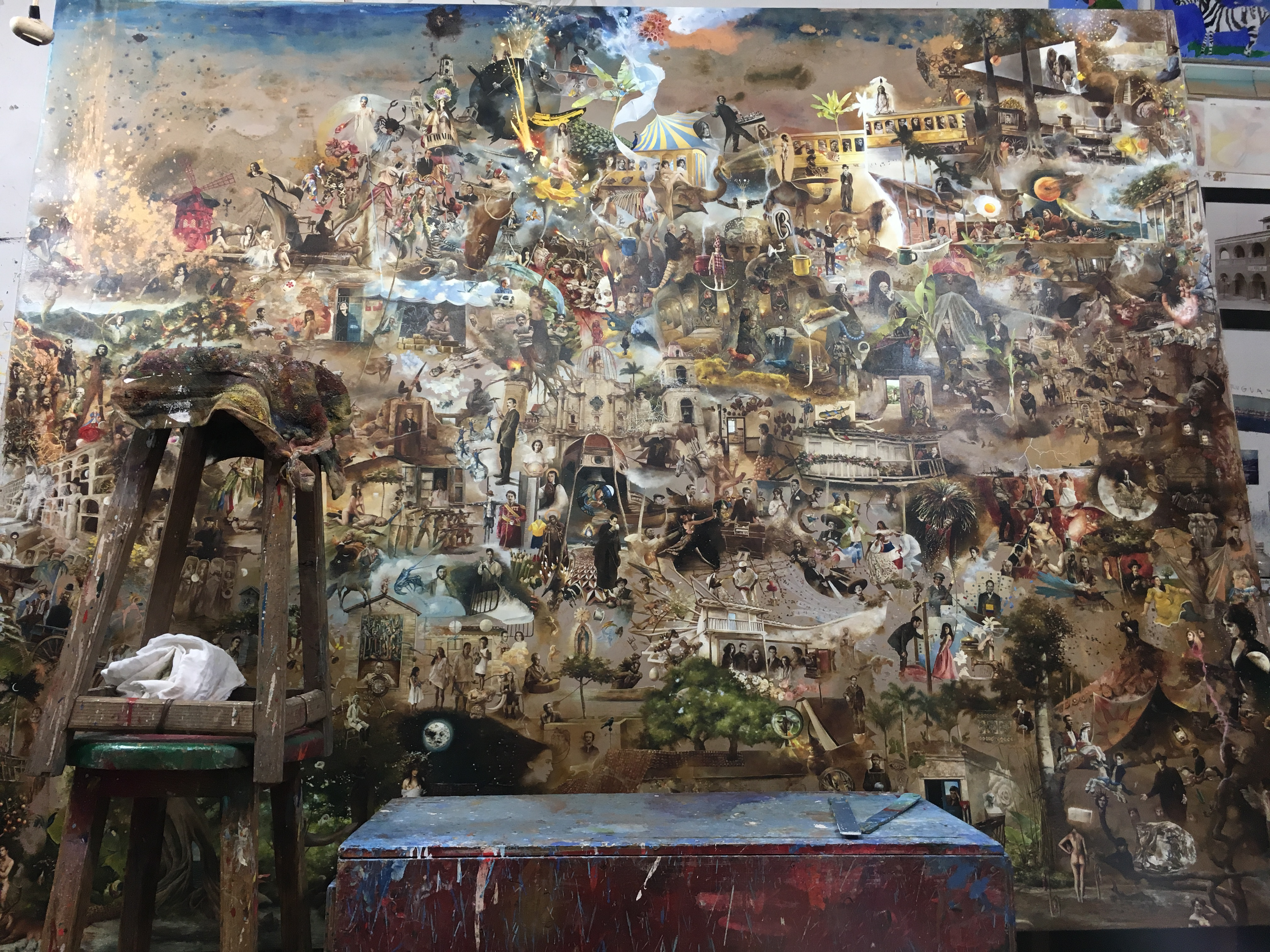
Cien años de soledad

En 1982, ingresó al Universidad de las Artes, donde culminó la licenciatura en artes plásticas.
Posteriormente, pasaría a impartir clases de pintura y dibujo. Al mismo tiempo, compaginó su labor de docente con la de ilustrador para diversas publicaciones y diseñador de vestuario y escenografía para conciertos de varios artistas como Amaury Pérez, Pedro Camejo, Adesio Alejandro y la Nueva Trova Cubana.
En 1989, se traslada a Jalisco, México, donde fijó su lugar de residencia y trabajo.[cita requerida]

## Obra

### Pintura
Una de sus obras más destacadas es "Cien años de soledad", óleo sobre lienzo en el que trabaja desde 2013, y el cual está inspirado en la novela homónima de Gabriel García Márquez.
Realizó en 2021 un conjunto de pinturas para la capilla de la Iglesia Parroquial de Mogente, en Valencia, España.

### Murales
En 2002 se encargó de la dirección artística del pabellón de Cuba, en la Feria Internacional del Libro de Guadalajara, México.

### Otros medios
Ha diseñado escenografías para diversas obras teatrales y presentaciones de artistas como Silvio Rodríguez, Amaury Pérez y Maná,.[cita requerida]y portadas de discos de grupos como Amaury Pérez, Gerardo Enciso, Alejandro Filio, Maná (Cuando los ángeles lloran, Sueños líquidos), entre otros.
En el 2016, pintó el escenario del estadio Azteca para la despedida de Vicente Fernández. 

## Exposiciones

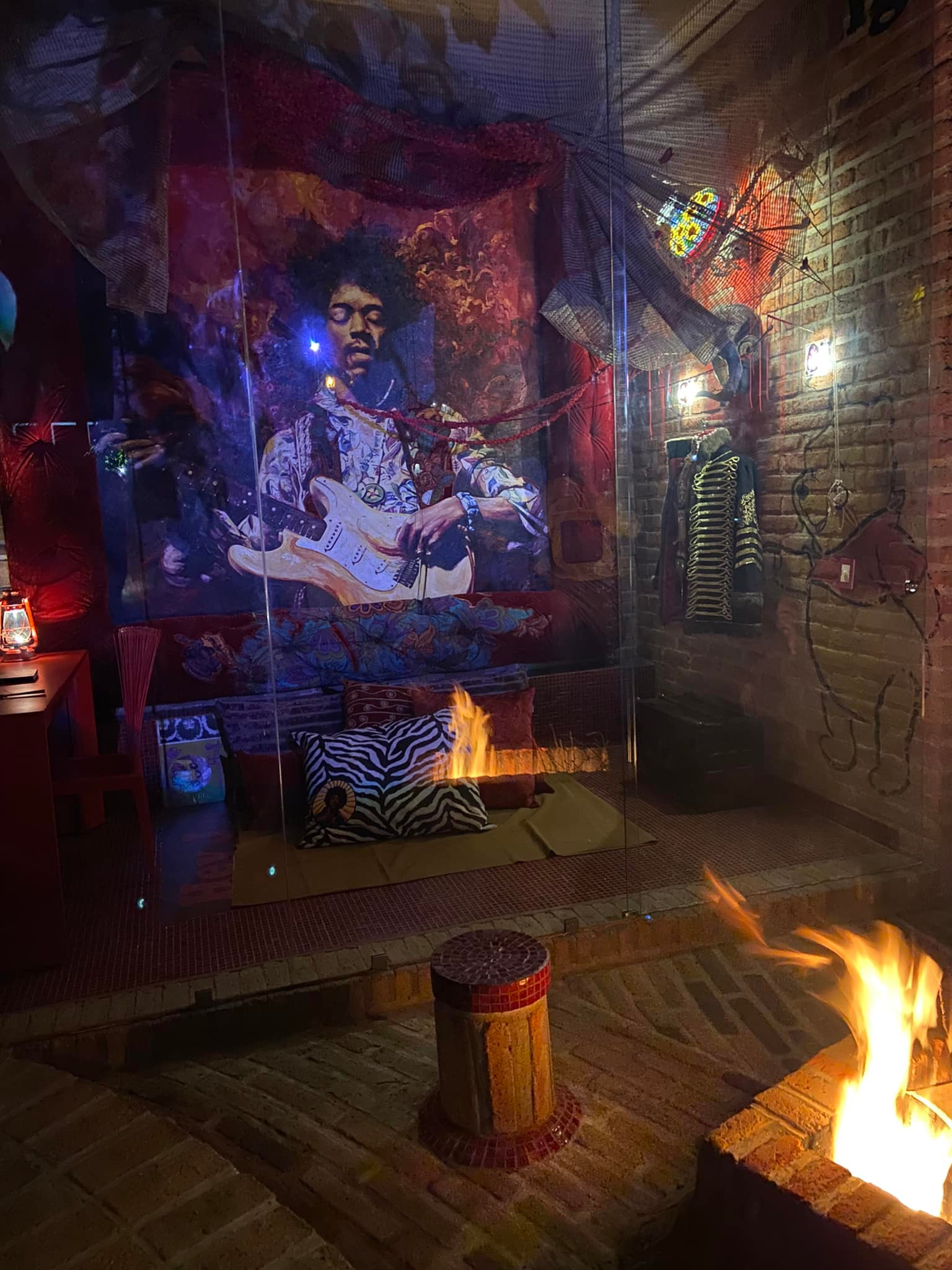
Parte del conjunto hábitat-instalación, técnica mixta (óleo sobre tela, collage) homenaje a Jimmi Hendrix, 2022.

En sus inicios, al estar cursando estudios de Licenciatura en Artes Visuales en La Habana, comenzó a exponer sus obras en importantes galerías de la ciudad, pero más adelante irá exponiendo en otros países de Latinoamérica e incluso en Suiza. 
| Año            | Lugar                                                                | Obras expuestas                                             |
| -------------- | -------------------------------------------------------------------- | ----------------------------------------------------------- |
| 1984-1986      | Galería 23 y C, La Habana                                            | "A todos", "Reminiscencias", entre otras.                   |
| 1990           | Galería azul de Guadalajara                                          | "Waldo Saavedra"                                            |
| 1992           | Ex Convento del Carmen de Guadalajara                                | "Historias de Santos"                                       |
| 1996 1998 2001 | Feria del Arte Contemporáneo Arteba, Buenos Aires                    | "Historias Marítimas" "Corazón inmigrante" "Waldo Saavedra" |
| 2000           | Centro de Desarrollo de las Artes Visuales de la Habana              | "Hecho en México"                                           |
| 2001           | Galería Contraste de Suiza                                           | "Waldo Saavedra"                                            |
| 2002           | la Fil Guadalajara                                                   | "Las ausencias que pesan"                                   |
| 2003           | Museo del periodismo y las Artes Gráficas de Guadalajara, Jal., Méx. | “El curso”                                                  |
| 2003           | Casa de la Cultura Ecuatoriana                                       | "Las ausencias que pesan"                                   |
| 2005           | museo Raúl Anguiano de Zapapopan, Jalisco                            | “El hombre hizo a Dios a su imagen y semejanza“             |
| 2008           | Pinacoteca Universidad de Colima                                     | “A ti Patrona”                                              |
| 2008           | Edificio del ICAI de La Habana                                       | “GOD” (14 x 15 metros) Mural itinerante                     |
| 2011           | Plaza de la Liberación de Guadalajara, Jal., Méx.                    | “GOD”                                                       |
| 2018           | exposición “Equinos” en el Hospicio Cabañas, Guadalajara             | “Cien Años de Soledad”                                      |

## Recepción
“Con su modo de campear diferentes medios: pintura, dibujo, instalaciones, no se ha casado con un sentido o modo de ser del arte, sino que aprovecha y usa todo ese acervo en función de una u otra necesidad expresiva. A favor tiene, además de una voluntad desprejuiciada, una intuición especial para el diseño, y una envidiable vocación para fabular con la materia plástica, y “una mano” que le ha garantizado la excelencia en su ya prolija obra. La expresividad de este creador es básicamente híbrida. Signos identificables con el expresionismo, la nueva figuración o el pop, nos asaltan desde sus formas. Pero, al margen de los “avisos” estéticos catalogadores, están los datos recurrentes que hablan de sus orígenes, de su sensación de isleño y de puerto".
María Guadalupe Álvarez.
"Su concepción creativa la ha desarrollado dentro del neoexpresionismo figurativo, el surrealismo y el realismo mágico. Dentro de estas corrientes ha realizado equilibradas composiciones con sugestivo colorido en las que plasma temas donde prevalece el anecdotario consciente o subconsciente de su discurso estético". Guillermo Ramírez Godoy

## Reconocimientos
- 2002, Orden por la cultura nacional de Cuba.
- 1994 y 1995, Primer Premio, "Mención Honorífica" en el Salón de Octubre, en Guadalajara, Jalisco, México.
- 1993, Mención Honorífica en la II Bienal José Clemente Orozco, Guadalajara.
- 1992, Primer Premio en el Salón de Dibujo Posada.
- 1981, "Mención Especial", Concurso para la realización del monumento a Simón Bolívar, Habana.
- 1981, Primer Premio de Pintura, Caibarén, Cuba.
- 1979, Premio en el Concurso de Carteles y Gráfica "26 de Julio", La Habana, Cuba.